# Treron waalia
Il piccione verde di Bruce o colombo pappagallo  (Treron waalia F. A. A. Meyer, 1793) è un uccello della famiglia dei Columbidi.

## Descrizione
Il piccione verde di Bruce è lungo 28–30 cm e pesa 251-268 g. Il capo, il collo e il petto sono verde grigio, il ventre è giallo arancio, le scapolari sono viola e il resto del piumaggio è verde oliva. L'iride è blu, rossa o gialla, il becco è grigio o viola scuro e rosso alla base. Le zampe sono giallo arancio. I sessi sono simili, la femmina mostra colori meno brillanti e dimensioni inferiori rispetto al maschio.

## Biologia
Vive nella parte più alta della foresta e raramente scende a terra se non per abbeverarsi. Si nutre in gran parte dei semi di Ficus selvatici. Lo si rinviene in coppia o in piccoli gruppi e in gran quantità fino a 50 individui sugli alberi di ficus carichi di frutti. Nidifica sugli alberi o sui cespugli a pochi metri dal terreno deponendo uno o due uova bianche da gennaio a maggio. Sono stati riconosciute due tipologie di richiami simili a fischi.

## Distribuzione e habitat
Vive nella savana arida e nelle zone dove vi sono cespugli spinosi nel nord Africa dal Senegal all'Eritrea e dal sud del Ghana alle parti aride del nord dell'Uganda, Kenya, Etiopia e sud ovest dell'Arabia. Lo si incontra spesso sugli alberi in prossimità di fonti d'acqua, nelle vallate boscose e nelle zone aperte, più raramente nelle foreste di ginepri dal livello del mare fino ai 2000 metri.